# St. Stephanus und Vitus (Corvey)

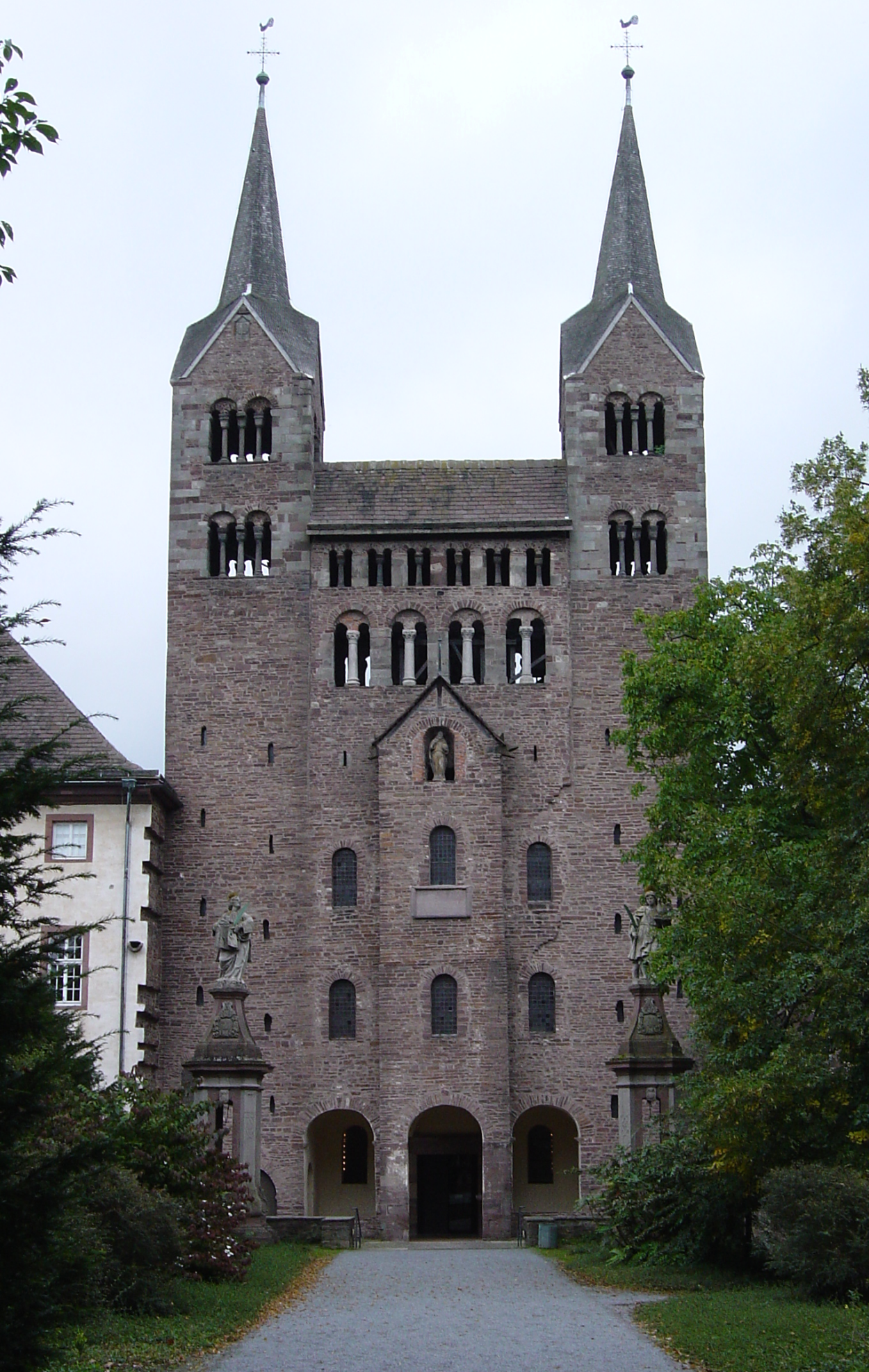
Das Westwerk

Die römisch-katholische Pfarrkirche St. Stephanus und St. Vitus ist ein denkmalgeschütztes Kirchengebäude und ein Teil von Schloss Corvey in der ostwestfälischen Stadt Höxter in Nordrhein-Westfalen. Die Kirche beherbergt Reliquien des hl. Vitus und des hl. Stephan. Die Barockausstattung gehört zu den bedeutenden im Erzbistum Paderborn.
Die UNESCO verlieh dem aus karolingischer Zeit erhaltenen Westwerk der Kirche und der „Civitas Corvey“ im Juni 2014 den Status eines Weltkulturerbes. Der in der Zeit des Barock errichtete Teil der Abteikirche ist nicht Teil des Weltkulturerbes. Die heutige katholische Kirchengemeinde ist Teil des Pastoralverbundes Corvey im Dekanat Höxter.

## Geschichte der Abteikirche (Institution und Bauwerke)

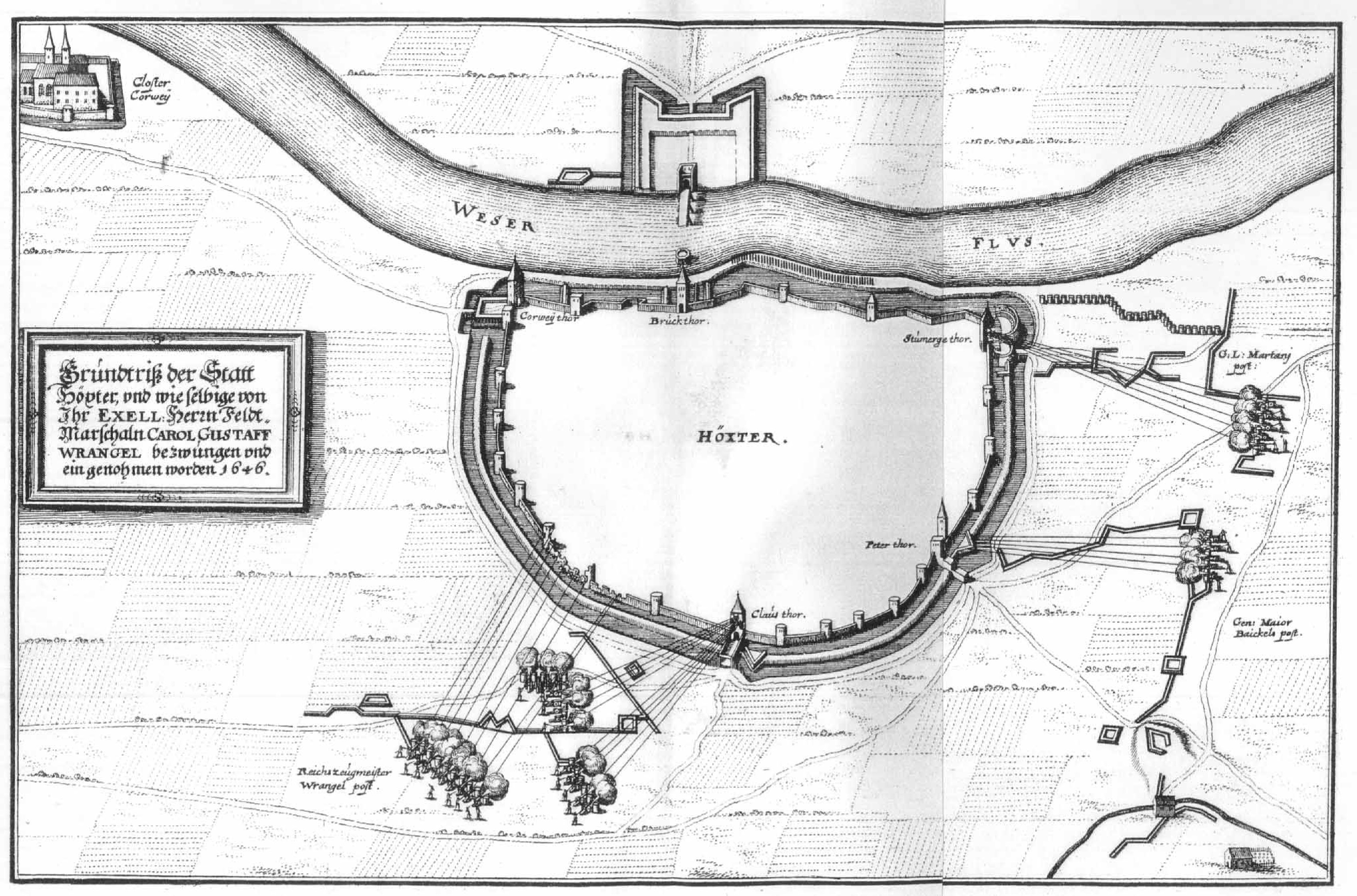
Darstellung der Lage des Klosters nach Merian

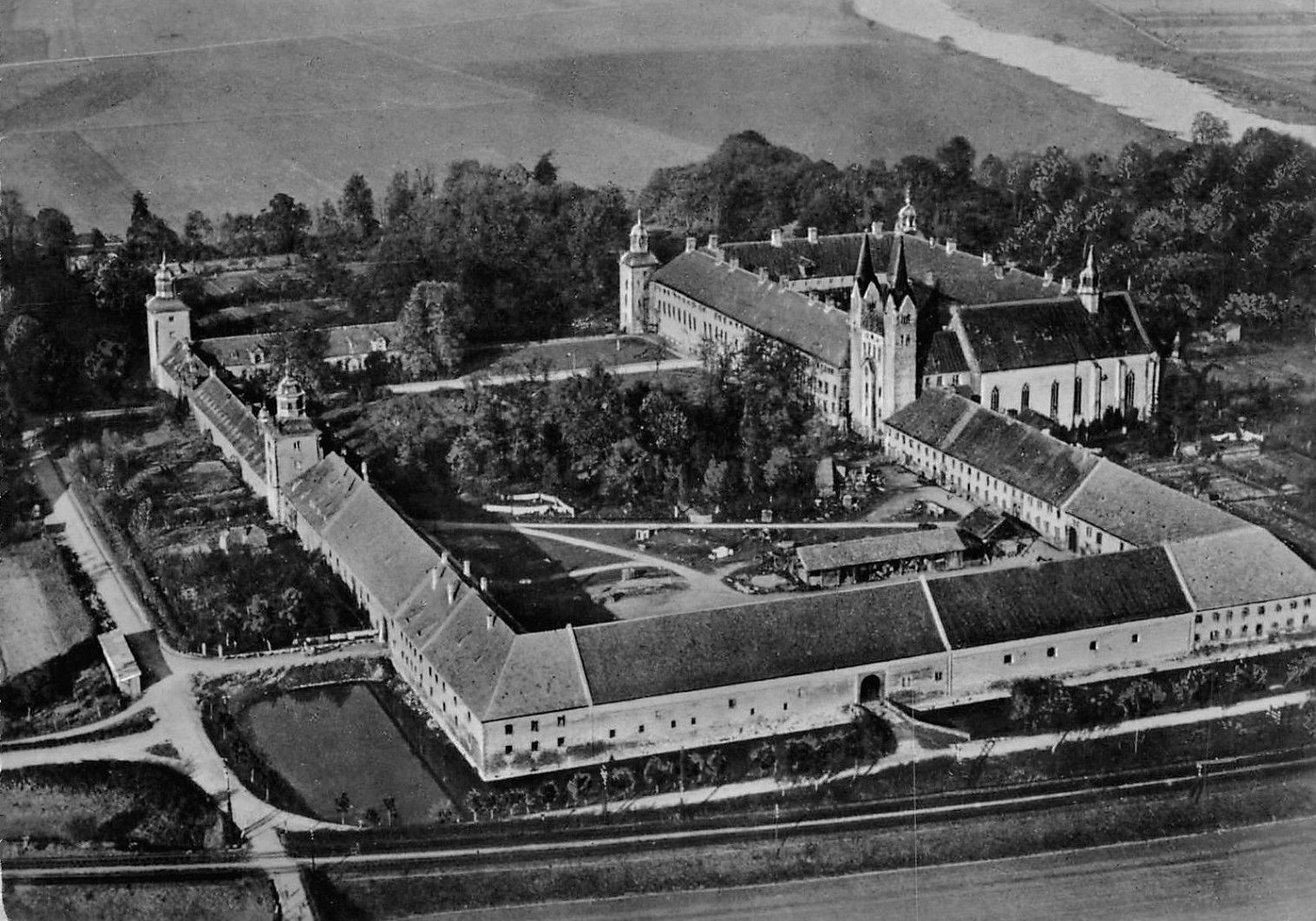
Circa 1925 bis 1930 entstandene Luftaufnahme des gesamten Gebäude-Komplexes von Corvey. Gut zu erkennen ist der ununterbrochene Übergang vom Westwerk mit den beiden Kirchtürmen zum Kirchenschiff der Barockkirche

Adalhard der Ältere und Walle, zwei Vettern Karls des Großen, gründeten um 815 eine Benediktinerabtei in Hethis und siedelten diese kurz darauf nach Corvey um.
Mit dem Bau der Klosterkirche wurde um 830 begonnen. Der kubische Baukörper hinter der Fassade wurde im 9. Jahrhundert gebaut. Ein risalitartiger Vorbau ist dem Mittelturm vorgelagert, er wird im Volksmund Königserker genannt. Der quadratische Mittelturm überragte die Seitentürme anfänglich weit. In ihm war die sogenannte Kaiserkirche untergebracht. Bis 1145 ist der zwanzigmalige Aufenthalt römisch-deutscher Kaiser hier belegt. Von 1954 bis 1961 wurden Reste farbiger Wandmalereien freigelegt, sie zeigen zum Teil Motive antiker Mythologie. Die Farbfassung ist nur rudimentär erhalten und in ihrer Symbolhafigkeit erkennbar. Das Erdgeschoss war wohl leuchtend rot, als Symbol des Feuers der Vorhölle, gefasst. Der Kaiser durchschritt hier einen Raum der Läuterung.
Die Gebeine des Hl. Vitus wurden 836 aus St. Denis nach Corvey gebracht. Die Kirche wurde 844 geweiht. Nach einem Chorbrand im Jahr 870 wurden vermutlich bis 873 die Ostteile durch einen größeren Neubau ersetzt. Das Westwerk an der Eingangsseite wurde von 873 bis 885 hochgezogen, die unteren drei Geschosse sind noch erhalten. Vor dem Westwerk befand sich ein Atrium, es wurde von zweigeschossigen Bogengängen flankiert. Während des Umbaus von 1146 bis 1159 wurden die Türme mit den Schallarkaden aufgestockt, der mittlere entfernt und die Front zwischen den Türmen erhöht. Das Westwerk wurde 1185 wegen Baufälligkeit des Mittelturmes zu einer Fassade mit zwei Türmen umgestaltet.
Von 1585 bis 1616 wurden die Türme mit Giebeln und spitzen Helmen ausgestattet.
Die karolingische Klosterkirche wurde in der Mitte des 17. Jahrhunderts wegen der Folgen des Dreißigjährigen Krieges bis auf das Westwerk abgebrochen und durch einen Neubau ersetzt. Die karolingische Vorgängerkirche war eine dreischiffige Basilika mit einem breiten Mittelschiff und sehr schmalen Seitenschiffen, an das sich im Osten ein fast quadratischer Chor in Mittelschiffbreite anschloss, der erhöht war. Er fand in einem Anbau mit einer Apsis seine Fortsetzung. Darunter befand sich eine Krypta. Nicht lang nach der Fertigstellung und vor dem Baubeginn des Westwerkes wurde der so bezeichnete Bau I zum Bau II umgestaltet. Das rechteckige Chorjoch war eingezogen und die Apsis halbrund. Um die Chorapsis wurde eine Krypta mit einem Umgang gebaut, gleichzeitig entstand im Osten eine kreuzförmige Kapelle, die Querarme am Chor wurden erweitert. Im Dreißigjährigen Krieg wurde die Klosterkirche stark zerstört und 1665 abgerissen.
Ein Atrium als Hauptzugang zum Westwerk im Westen ist nicht mehr vorhanden. Es wurde unter Abt Heinrich von Aschebrock (1617–1624) abgebrochen. Heute wird das Westwerk von dem ehemaligen Klostergebäude und dem Ökonomiegebäude flankiert.
Der Grundstein für die neue barocke Kirche wurde von Christoph Bernhard von Galen gelegt. Der Grundriss, die Fenster und die Gewölbe tragen gotische Züge, die Raumausstattung in den Farben Rot und Gold ist barock geprägt. Der Bau wurde 1671 fertiggestellt. Die ehemalige Abteikirche des Klosters Corvey ist ein verputzter Bruchsteinsaal von drei Jochen, sie wurde nach 1667 im Stil der Nachgotik errichtet. Der fünfseitig geschlossene Chor ist ebenso lang. Der vorgelagerte karolingische Westbau beherrscht den Eindruck. Die Westfassade ist von zwei hohen, romanischen Türmen bekrönt. Die Benediktuskapelle im Osten ist zweijochig mit einem dreiseitigen Schluss. Bis auf die dreibahnigen Spitzbogenfenster mit Fischblasenmaßwerk sind die Wände schmucklos, der Chor ist durch Strebepfeiler gegliedert. Über dem Chor thront ein verkupferter Dachreiter mit einer geschweiften Laterne. Das Chorgewölbe ruht auf Volutenkonsolen. In den Wänden befinden sich raumhohe Nischen um Nebenaltäre und Beichtstühle darin aufzunehmen. Der Altarraum und der Gemeinderaum sind durch eine Kommunionbank voneinander getrennt.

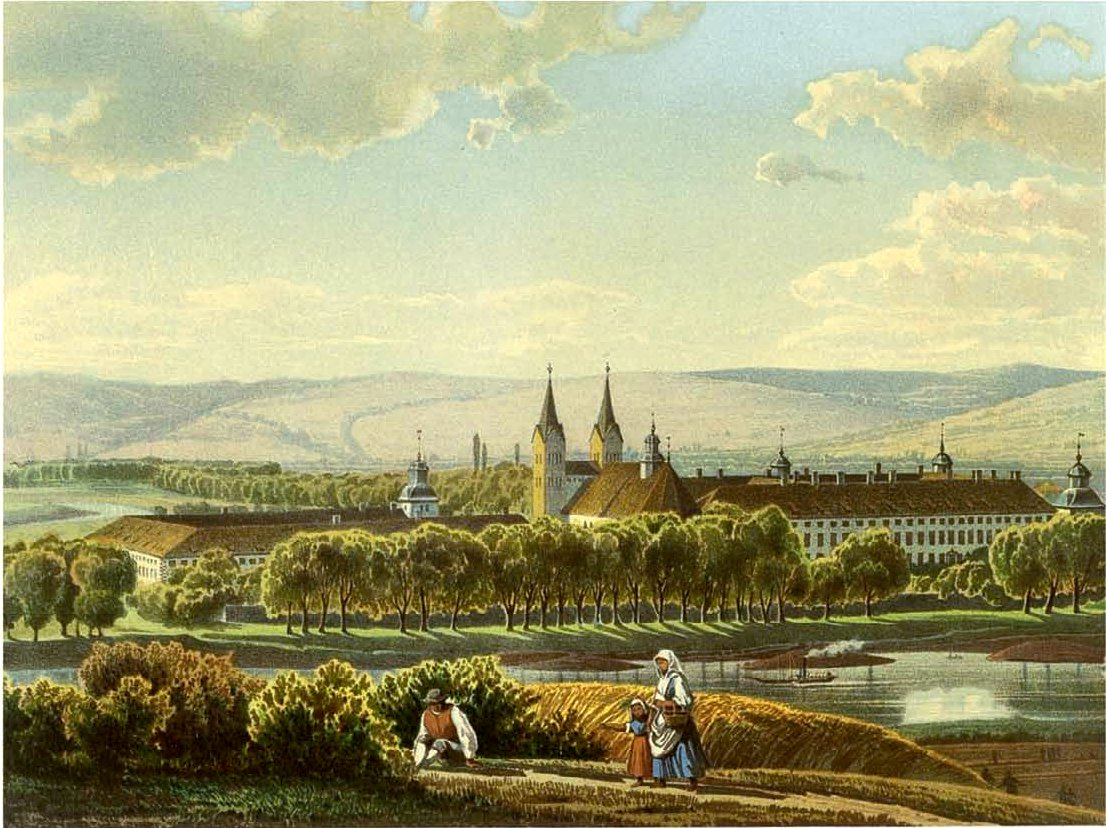
Corvey im 19. Jahrhundert

In den letzten Jahren wurden die Kirche und die barocke Ausstattung in 13 Bauabschnitten restauriert. Das Kirchenschiff wurde neu verputzt, das Sandsteinmauerwerk des Westwerkes neu verfugt. Beide Türme wurden mit Holzschindeln neu eingedeckt, die Holzdachkonstruktion wurde renoviert und das Dach aus Sollingsandstein saniert. Im Rahmen der Außensanierung erfolgte der Neuverputz des Kirchenschiffes, die Verfugung des Sandsteinmauerwerkes des Westwerkes, Neueindeckung der beiden Türme mit Holzschindeln, Sanierung des Sollingsandsteindaches und konstruktive Sanierung der Holzdachkonstruktion. Die Innenrenovierung umfasste die Erneuerung der Kirchenheizung als Fußbodenheizung, Wärmedämmung der Deckengewölbe, Überarbeitung der Fassung des Innenraumes in Kalktechnik und die Neuverlegung der Fußbodenplatten. Alle Arbeiten wurden in enger Zusammenarbeit mit allen beteiligten Abteilungen des Westfälischen Amtes für Denkmalpflege in Münster durchgeführt.
Kurz vor Weihnachten 2022 wurde zwischen Westwerk und Abteikirche eine Glaswand eingebaut. Sie trennt den für Besuche der Heiligen Messe kostenlos zugänglichen Sakralraum vom gebührenpflichtigen touristischen Betrieb und dient außerdem als Projektionsfläche für einen Acht-Minuten-Film zur bedeutenden monastischen Geschichte Corveys. Glanzlicht des Films ist die Rekonstruktion der karolingischen Basilika, die die Erdgeschosshalle des karolingischen Westwerks in einem ganz anderen Licht erscheinen lässt und als eigenständigen Raum erlebbar macht.

## Detaildarstellungen des karolingischen und des Barockteils der Kirche

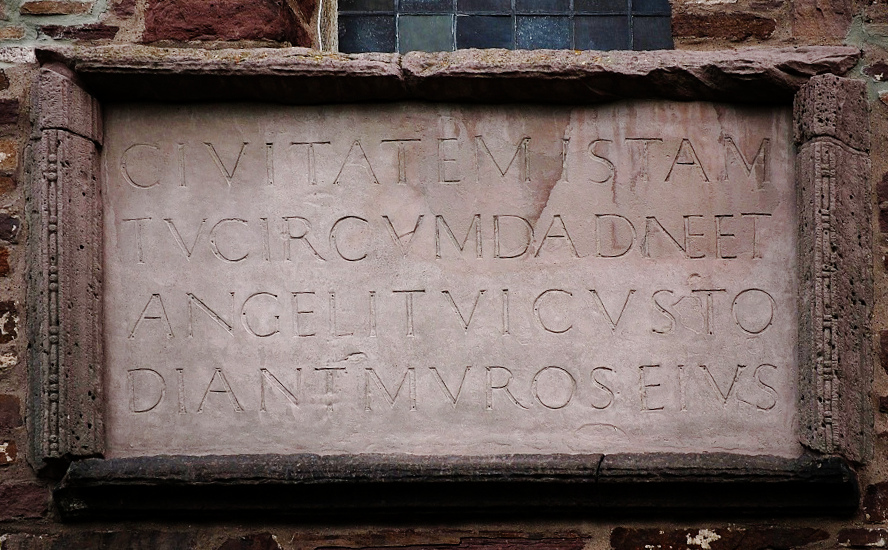
Bauinschrift am Mittelbau der Westfront

Der älteste heute noch erhaltene Bauteil ist das Westwerk, das als eigenständiger Bauteil der ehemaligen Klosterkirche im Westen vorgelagert wurde. Als Dreiturmanlage wurde dieses karolingische Westwerk im 9. Jahrhundert mit zwei Fassadentürmen und einem mittleren quadratischen Turm erbaut. Im 12. Jahrhundert fand der Umbau zu einer Doppelturmfassade statt. Am unterschiedlichen Mauerwerk lassen sich die verschiedenen Bauphasen erkennen. Die hoch aufragende Westfront besteht aus zwei Flankentürmen und einem Mittelbau mit einem risalitartigen Erker in der Mitte. Dort ist eine Inschriftentafel aus der Gründungszeit angebracht. Die Inschrift lautet: CIVITATEM ISTAM TV CIRCVMDA DNE ET ANGELI TVI CVSTODIANT MVROS EIVS (Herr, umgib diese Stadt und lass deine Engel Wächter ihrer Mauern sein).
Der aus karolingischer Zeit stammende untere Teil des Westwerkes besteht aus einem unregelmäßigen Bruchsteinmauerwerk. Unterbrochen wird dies durch schlichte Rundbogenfenster und Lichtschlitze. Vom Gesamtbau hebt sich das zweigeschossige Glockenhaus über dem Mittelbau deutlich ab. Die vier zweiteiligen Bogenöffnungen der unteren Reihe stammen noch aus der Ursprungszeit des Baus, die sechs zweiteiligen Öffnungen der oberen Reihe erst aus dem 12. Jahrhundert. Auf diese Zeit lassen sich ebenfalls die oberen Geschosse der Türme mit ihren je zwei doppelbogigen Zwillingsfenstern zurückführen. Die Dächer des Mittelbaus und der Türme entstanden Ende des 16. Jahrhunderts.

### Glocken
Die vier Glocken aus vier Jahrhunderten hängen im Mittelbau des Westwerkes. Nach dem Dreißigjährigen Krieg wurde das Geläut neu formiert und nach und nach bescheiden wieder aufgebaut.
- Die größte Glocke mit dem Namen Cantabona, wurde nach der Inschrift aus der im 11. Jahrhundert von Abt Druthmar gestifteten Glocke, 1584 von Hermann Bock und Hans Vogelmann gegossen. Sie war auf den Ton f1 +5 gestimmt. Im Jahr 2000 stellte das Westfälische Museum für Archäologie in Herne einen Nachguss der Cantabona vor, die geschah im Rahmen der Landesausstellung. Dies war ein Projekt des Landschaftsverbandes und der Kirchengemeinde. Die Glockenweihe erfolgte am 23. April 2006, die Glocke ist eine Dauerleihgabe.[10]
- Zwei Glocken wurden 1683 von Claudius Bricon gegossen, sie sind auf die Töne fis 1 +-0 und a1 + 4,5 gestimmt.

| Nr. | Name                               | Gussjahr      | Gießer, Gussort                 | Durchmesser (mm) | Masse (kg, zirka) | Schlagton (HT-1/16) |
| 1   | Cantabona (St. Vitus)              | 1584          | Hermann Bock und Hans Vogelmann | 1266             | 1500              | f1 +5               |
| 2   | Benedictus                         | 1683          | Claudius Bricon, Steinheim      | 995              | 600               | fis1 ±0             |
| 3   | Maria, Ansgar, Rembertus, Adelhard | 1782          | Greve, Meschede                 | 867              | 380               | a1 +4,5             |
| 4   | St. Joseph                         | 1. H. 20. Jh. | Humpert (?)                     | 602              | 130               | e2 ±0               |

### Innenraum des Westwerks

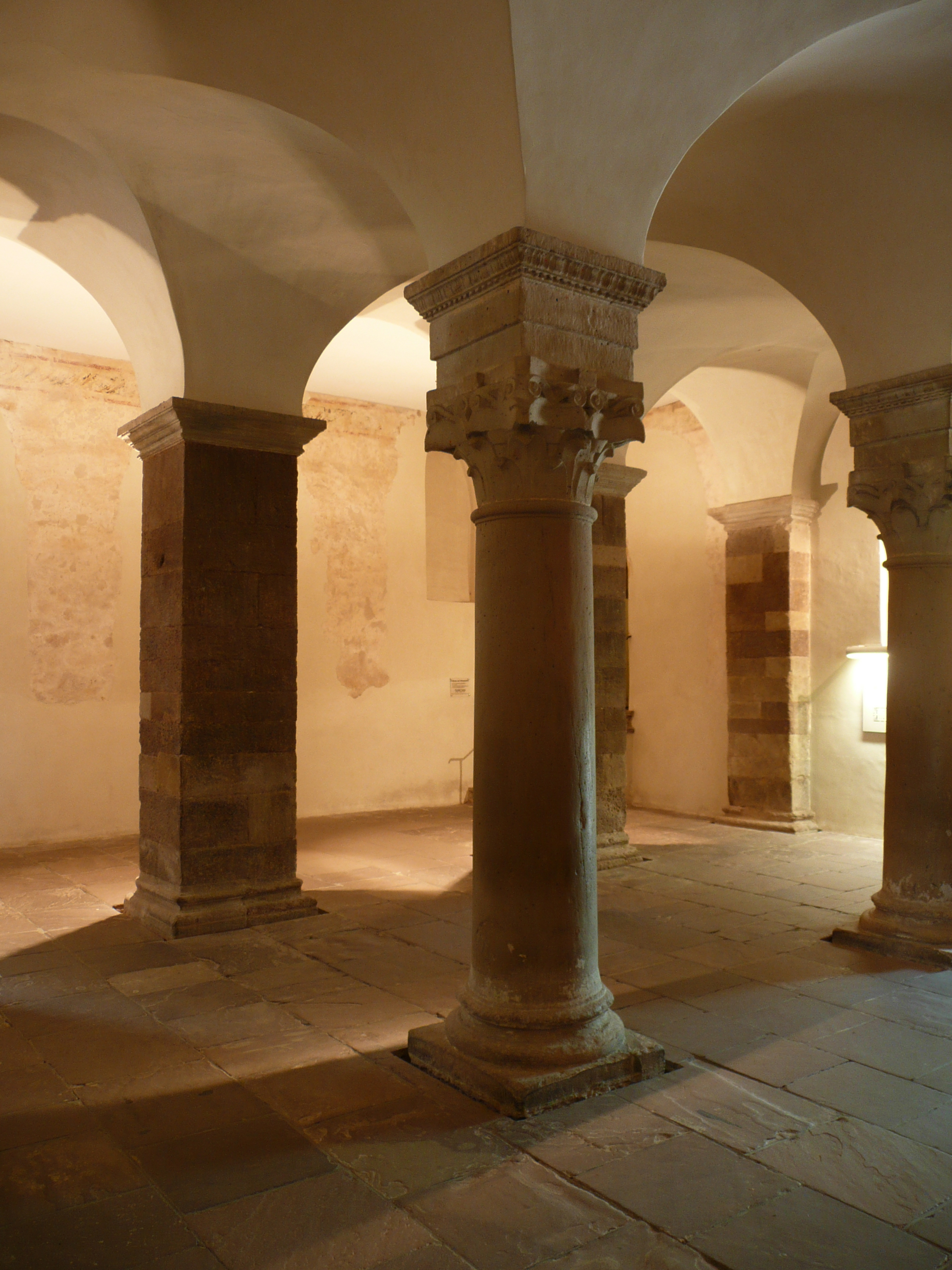
Säulen des Corveyer Westwerks

Nach dem Durchqueren dreier Arkaden wird die aus karolingischer Zeit stammende Eingangshalle erreicht. Dabei handelt es sich um einen fünfschiffigen Raum mit quadratischem Grundriss. Die Form des Quadrats wird in der Anordnung von gequaderten Pfeilern wiederaufgenommen. Innerhalb dieses Quadrums entsteht ein weiteres Quadrum, das durch vier Säulen markiert wird. Die Säulen sind mit korinthisierenden Vollblattkapitellen mit hohen, ornamentierten Kämpferblöcken versehen.
Den Hauptraum umgeben zwei dreijochige, früher flachgedeckte Seitenschiffe. Der östliche Teil der Eingangshalle war die Verbindung zwischen Westwerk und Kirche. Dieser reichte früher durch drei Geschosse des Westwerkes. Um 1600 wurde der Raum eingewölbt.
An den westlichen Ecken der Eingangshalle befinden sich Treppen zum zweigeschossigen Mittelraum des Westwerkes. Dieser sogenannte Johannischor ist ein hoher Raum mit quadratischem Grundriss und einer Balkendecke aus dem 16. Jahrhundert. Umgeben wird er von einigen Nebenräumen und einer Empore. Darüber befindet sich eine Emporenzone mit großer Bogenöffnung auf der Westseite. Über dem quadratischen, mittleren Bereich befand sich in karolingischer Zeit ein dritter Turm.

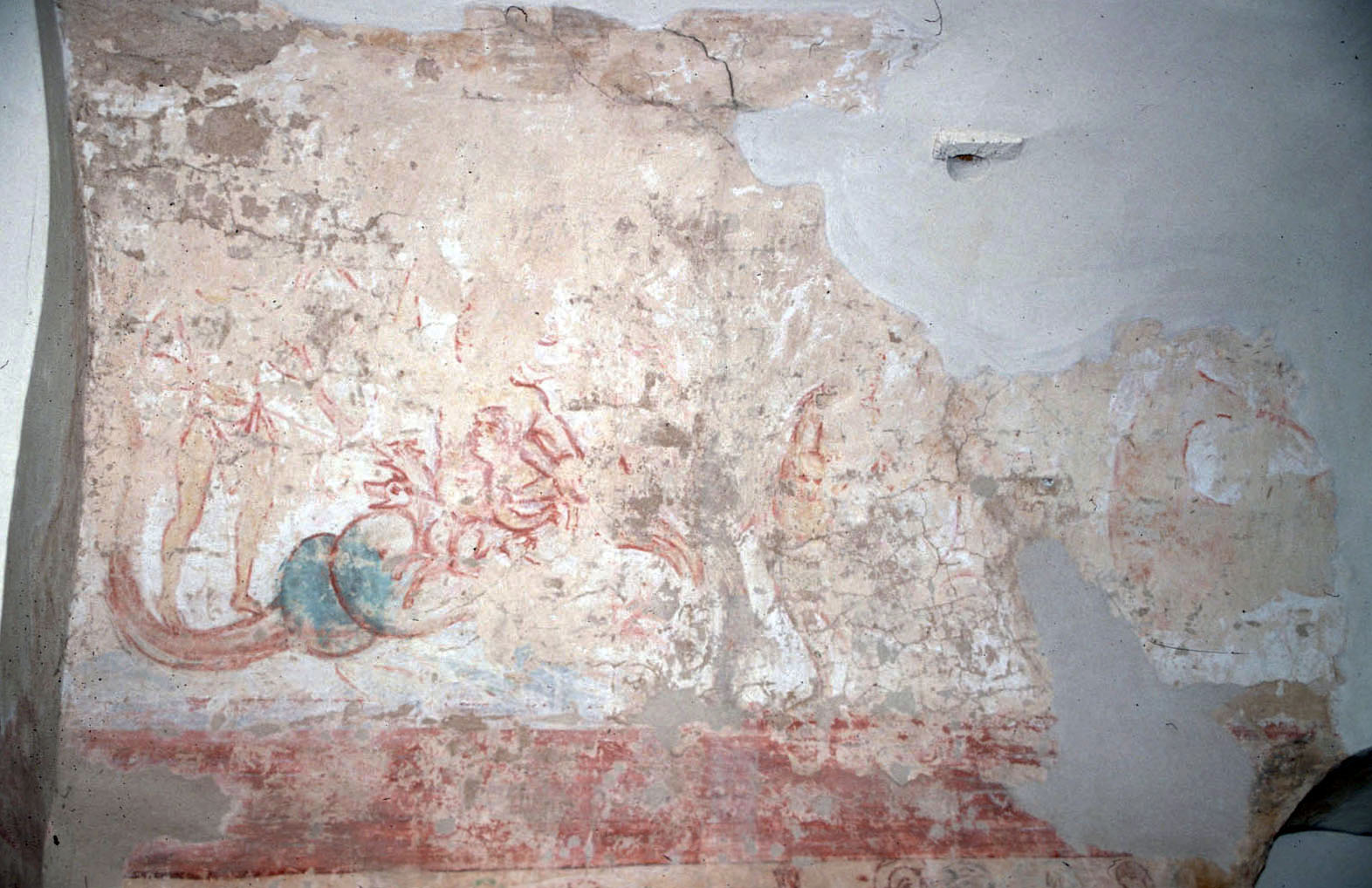
Fragmente des Odysseusbildes

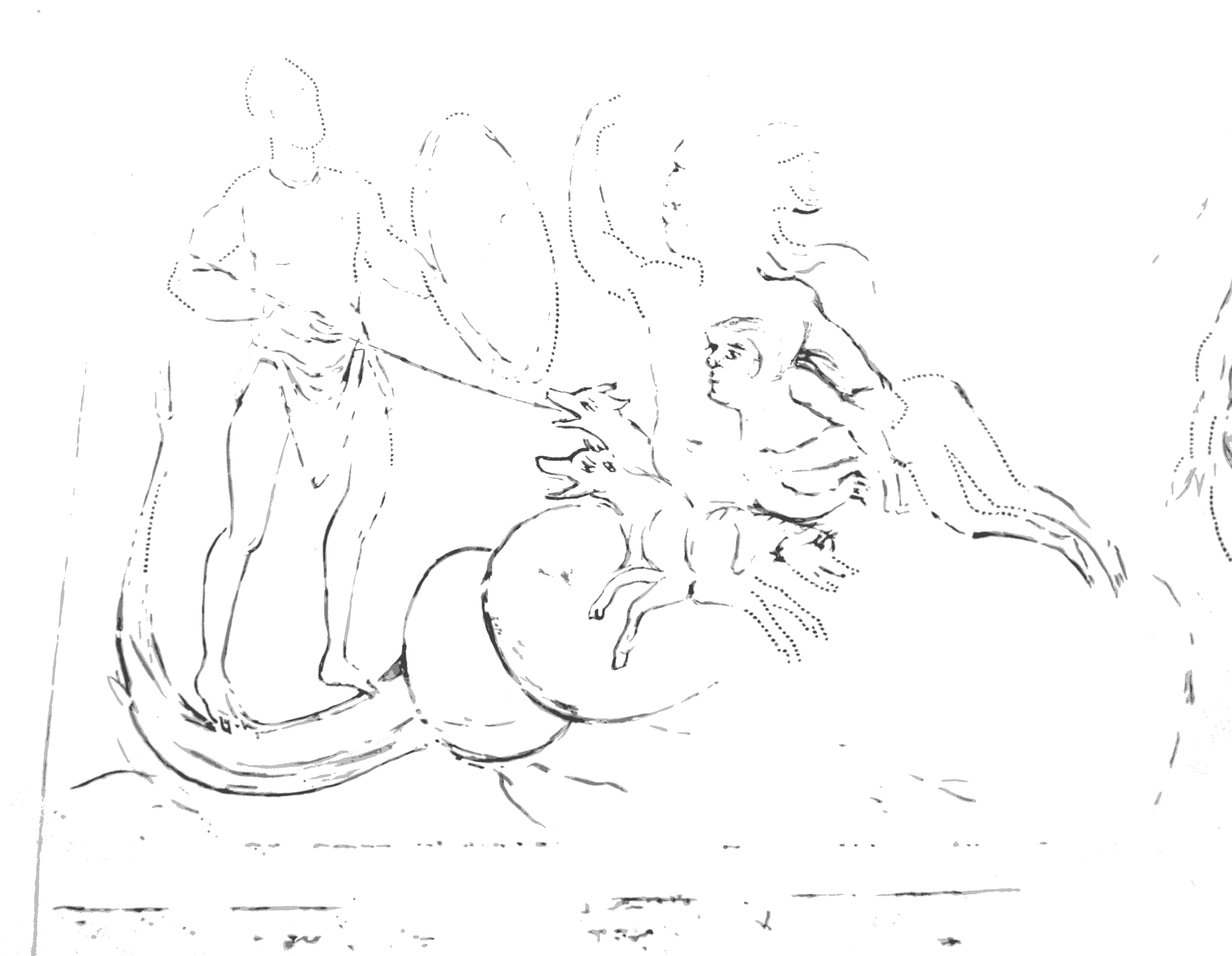
Zeichnung des Odysseusbildes

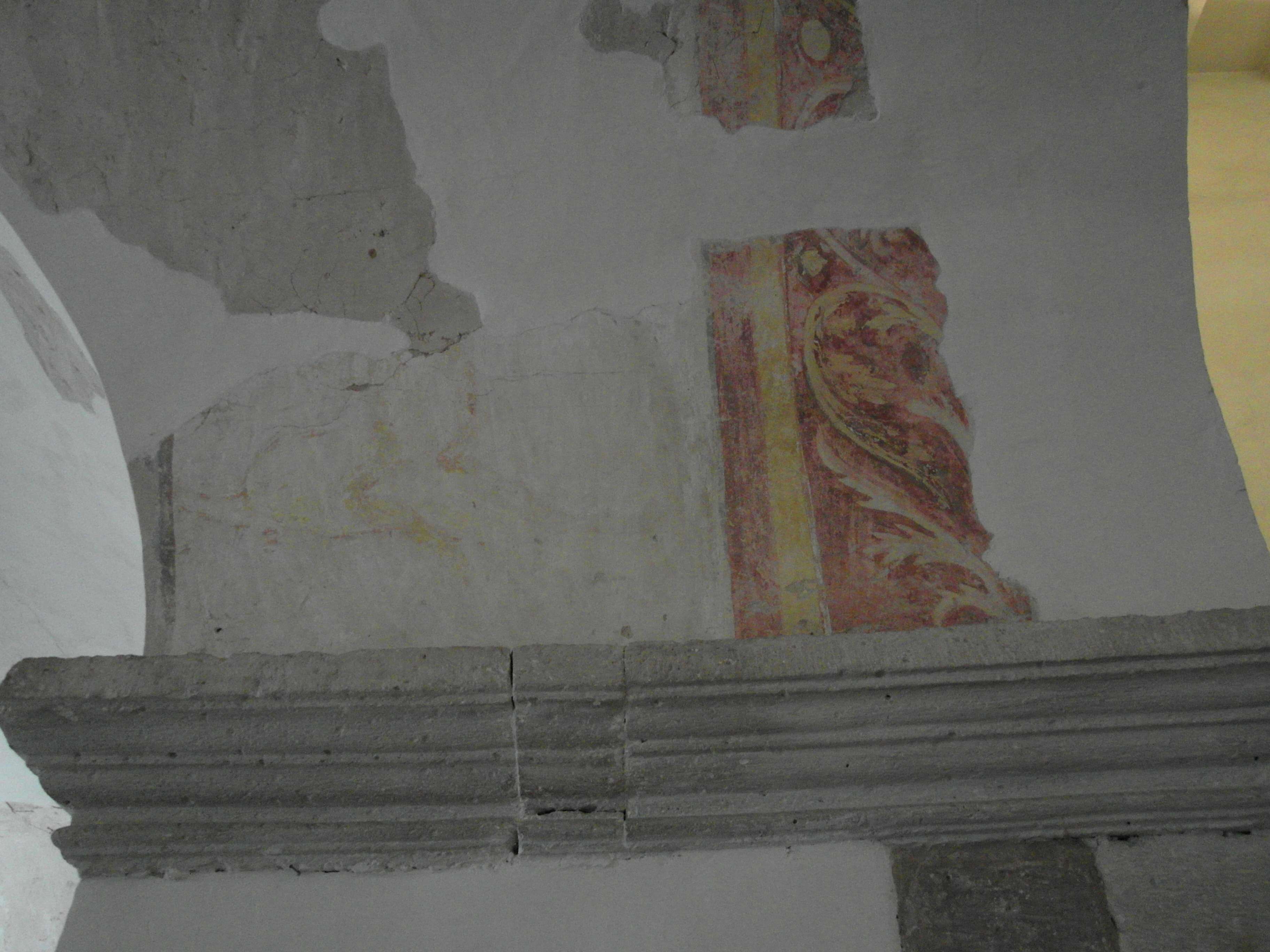
Wandmalerei mit Delphin und Akanthusfries im Westwerk

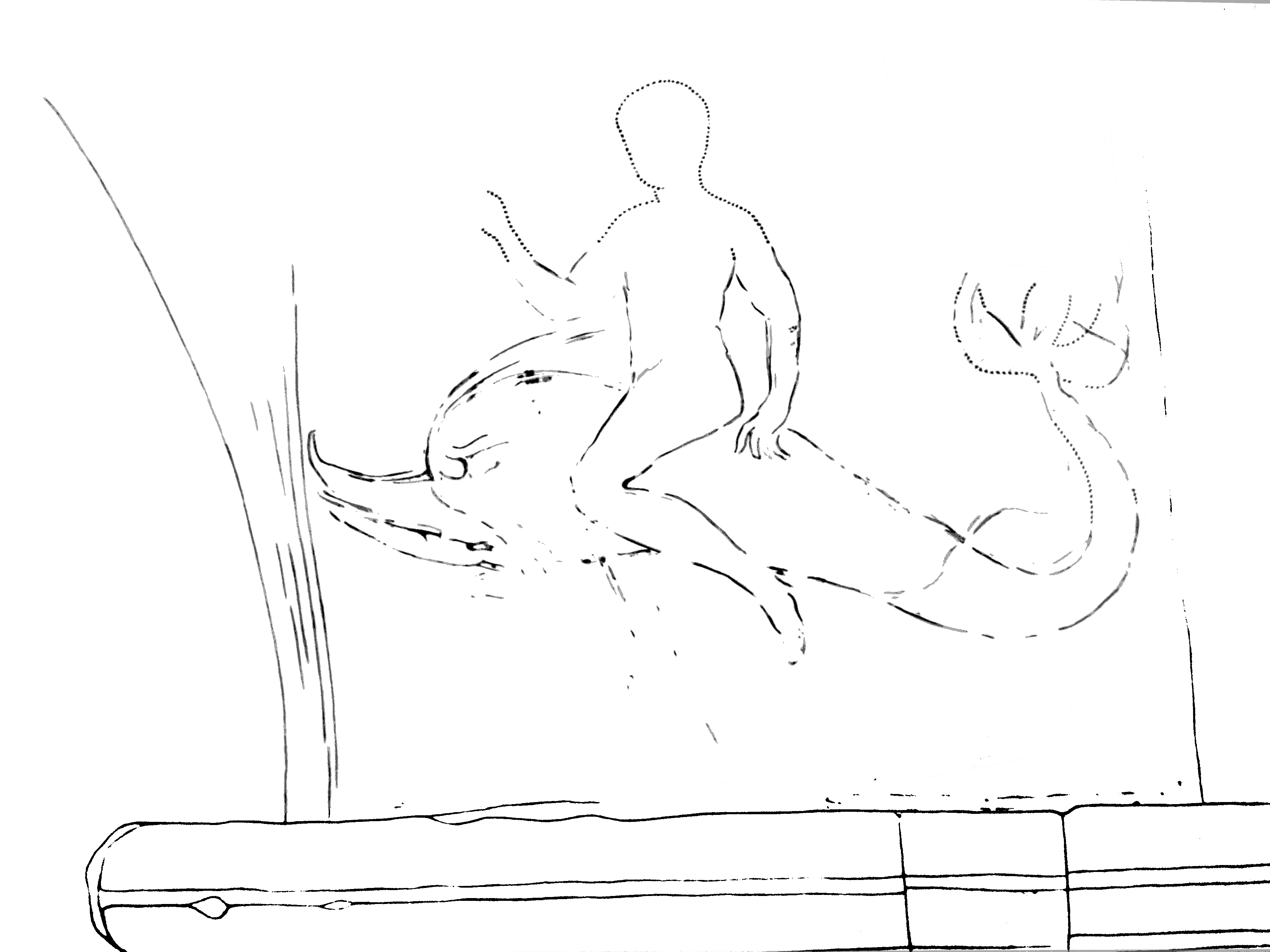
Zeichnung der Wandmalerei

In allen Stockwerken finden sich Wandmalereien aus Ornamentbändern, Akanthusranken und geometrischen Mustern.
Die Ausmalungsreste in der Eingangshalle sind insgesamt geringer als in den Obergeschossen. Im Südschiff wurden Reste nach 1961 freigelegt. Dort befanden sich gotische Gewölbe vor den älteren Mauern, sodass die teils getünchten teils bemalten Wandflächen erhalten blieben. Zu erkennen ist noch ein Akanthusfries, der die Wände unmittelbar unter der Flachdecke umzog. Die Akanthusblätter sind schräggestellt auf grünem Grund. Vermutlich rot gefasst waren die Pfeiler, da Farbspuren an mehreren von ihnen gefunden wurden. Die Kapitelle waren ebenfalls farblich gefasst. Keine Farbspuren zeigen die Säulenschäfte.
Am reichsten mit Wandmalereien geschmückt war das Obergeschossquadrum. Man kann zwischen Malereien, die direkt auf den Stein gesetzt wurden, und auf den Putz aufgetragenen Malereien unterscheiden. Der Putz ist jedoch weitgehend verloren. Die Pfeiler waren flächig rot gestrichen, die Basen und Kämpfer ebenfalls farblich gefasst. Dabei bediente man sich einer reichen Farbpalette von rosa bis zu gelb, rot, grün und blau. Mit rot-gelben Kantenstreifen waren die Arkadenbögen eingefasst. Die Bogenlaibungen wurden vermutlich mit vegetabilen Ornamenten bemalt.
In der Emporenzone finden sich größere Rest der Bemalung, da die Wände mehrere Jahrhunderte vermauert blieben. Die Laibungsseiten weisen Reste gemalter Säulen vor getünchtem Grund auf. Die Laibungsbögen waren ausschließlich mit geometrischen Mustern verziert. Unterhalb der Emporenöffnungen sind Spuren eines gemalten Gesimses vorhanden.
Im Westraum des Obergeschosses ist das karolingische Gewölbe mit Resten von Malereien erhalten. Die Graten des Gewölbes zeigen ein Akanthusdekor. An der Nordseite dieses Westraumes befinden sich die einzigen figürlichen Fragmente. Es handelt sich um eine Szene aus der griechischen Mythologie: Odysseus kämpft gegen das Meerungeheuer Skylla. Skylla ist dargestellt als ein Mischwesen mit einem menschlichen Oberkörper und einem Meerwesenschwanz. Ihr Kopf ist nicht erhalten. Im Bereich der Hüfte sind zwei Hundeköpfe zu sehen. In ihrem linken Arm hält sie ein menschliches Wesen, von dem Kopf und Oberkörper zu erkennen sind. Odysseus steht auf dem Schlangenschwanz in leicht gedrehter Haltung und wendet sich Skylla zu. Sein Oberkörper und Kopf sind nicht erhalten. Er ist mit einem Lendenschurz bekleidet. In seiner rechten Hand hält er eine Lanze, die er einem Hund ins Maul sticht.
Die mythologischen Gestalten müssen in christlichem Zusammenhang gedeutet werden. Die frühchristlichen Kirchenväter haben den mythologischen Stoff der Antike übernommen und auf das christliche Weltbild übertragen. Odysseus verkörpert den tugendhaften Christen, der gestärkt durch seinen Glauben die Gefahren der sündigen Welt übersteht. Skylla und die anderen Seeungeheuer stehen für die Verlockungen der sündigen Welt. Diese Umdeutung antiker Mythologie ins Christliche ist die früheste erhaltene Darstellung. Odysseus ähnelt der Darstellung des heiligen Michael, der dem Teufelsdrachen mit der Lanze einen Todesstoß gibt.
Rechts davon befindet sich fragmentarisch eine langhaarige Vogelsirene mit einem harfenartigen Instrument. Nur sehr schwer zu erkennen sind weitere Meereswesen und Fabeltiere. Unterhalb der oben genannten Malereien verläuft ein rötlicher Fries. Ein Blick auf die westliche Außenwand zeigt, wie skulptierter Pfeilerkämpfer als Fries auf der Wand weitergemalt wird.
Am nördlichen Arkadenpfeiler an der Südflanke befindet sich ein Delphinreiter. Er nimmt den ganzen Bereich der Gewölbefläche zwischen den aufsteigenden Akanthusbordüren ein. Dem nackten Reiter fehlen Kopf und Schultern. Nicht mehr zu erkennen ist, wie seine Schwanzflosse endete. Der Reiter stützt sich mit seiner linken Hand auf den Rücken des Delphins. Seinen rechten Arm hat er etwas angewinkelt und vorgestreckt.

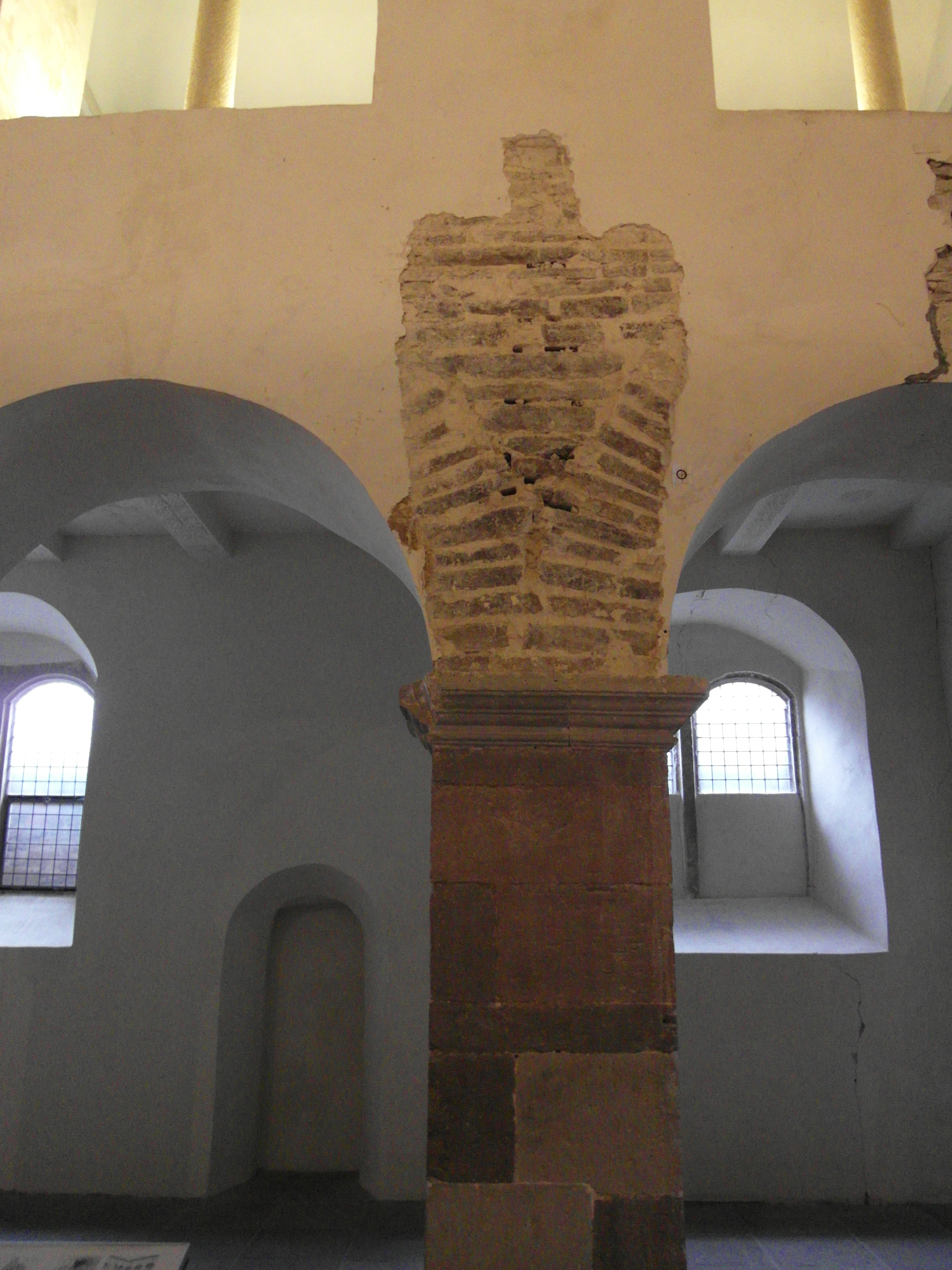
Stelle eines ehemaligen Stuckreliefs im Westwerk

Im Jahr 1960 fanden Corveyer Bauforscher bei ihren Untersuchungen im Schutt figürliche Stuckfragmente unter dem Fußboden des Quadrums. Sie konnten zunächst nicht zugeordnet werden. Erst im Jahr 1992, nach der Freilegung des karolingischen Mauerwerks über dem südöstlichen Zwischenpfeiler, kamen oxidrote Pinselstriche zutage. Die vollständige Aufdeckung der roten Pinselzeichnung ließ eine lebensgroße Figur in Tunika und Chlamys erkennen. Diese roten Pinselvorzeichnungen werden Sinopien genannt. Durch weitere Untersuchungen wurden über den anderen Zwischenpfeilern rote Vorzeichnungen entdeckt.
Gleichzeitig fanden sich Eichenholzkeile im Bereich der Sinopien, die in die Fugen des Mauerwerks eingetrieben wurden. Es folgten Entdeckungen von Resten eines gipshaltigen Materials. Sie wiesen darauf hin, dass die Sinopien als Vorzeichnungen für Stuckfiguren dienten. Die Eichenholzkeile in der Wand hielten diese lebensgroßen Stuckfiguren fest. Zur Sichtung dieser Vermutung trug ein Fragment bei, das aufgrund eines Mauerfugenabdrucks und zweier Keillöcher wieder an seinen ursprünglichen Platz zurückgeführt werden konnte. Die Stuckmasse wurde schichtweise aufgetragen. Es sind sieben Lagen an den Fragmenten erkennbar.
Bei den Figuren handelt es sich vermutlich um zwei Frauen und vier Männer. Die Frauen hatten lange Tuniken und schalartige Kopftücher. Aufgrund fehlender Attribute und Inschriften können keine genaueren Angaben zu den Figuren gemacht werden.

### Ausstattung der Barockkirche

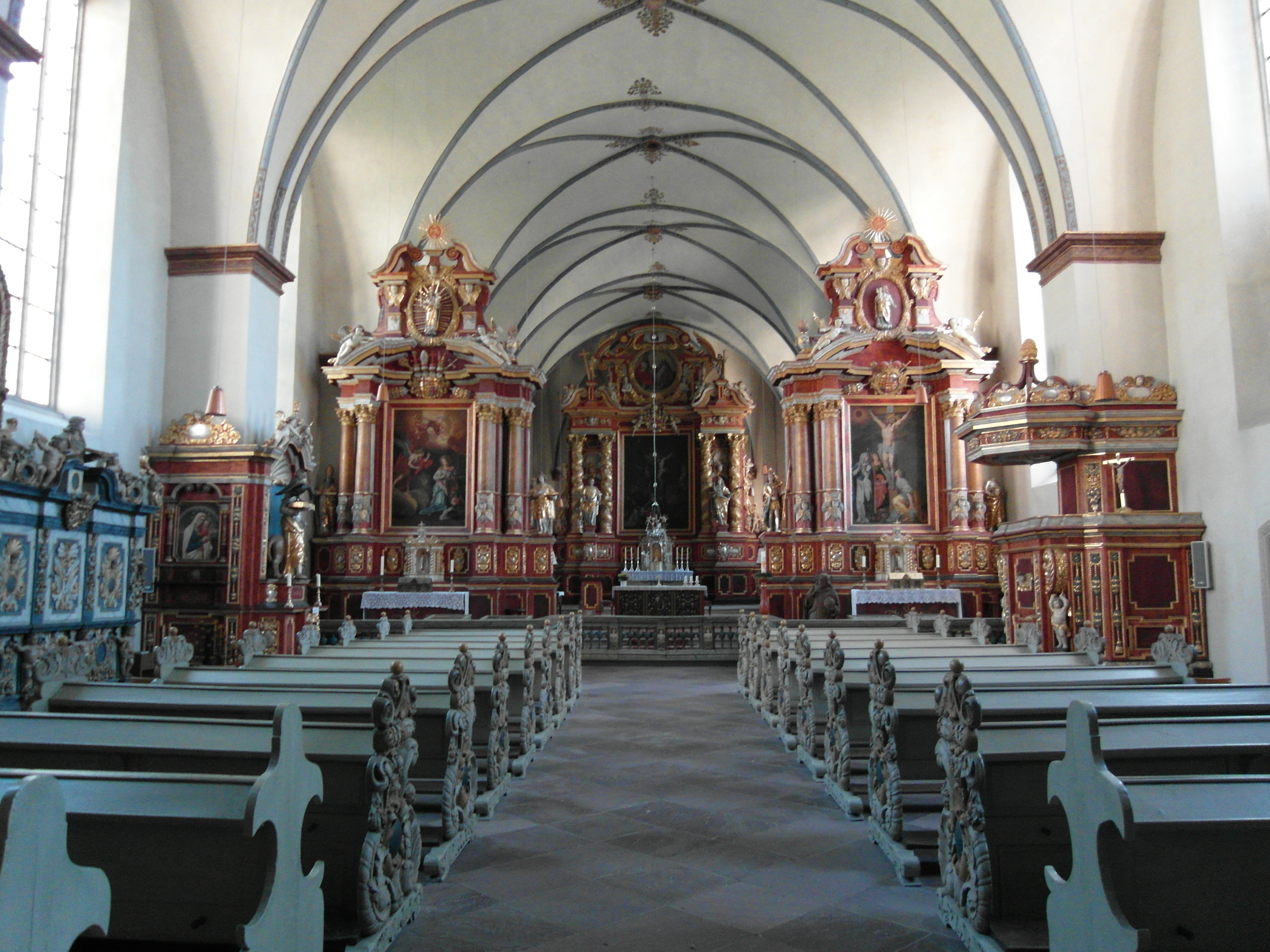
Innenansicht mit Blick auf den Altar

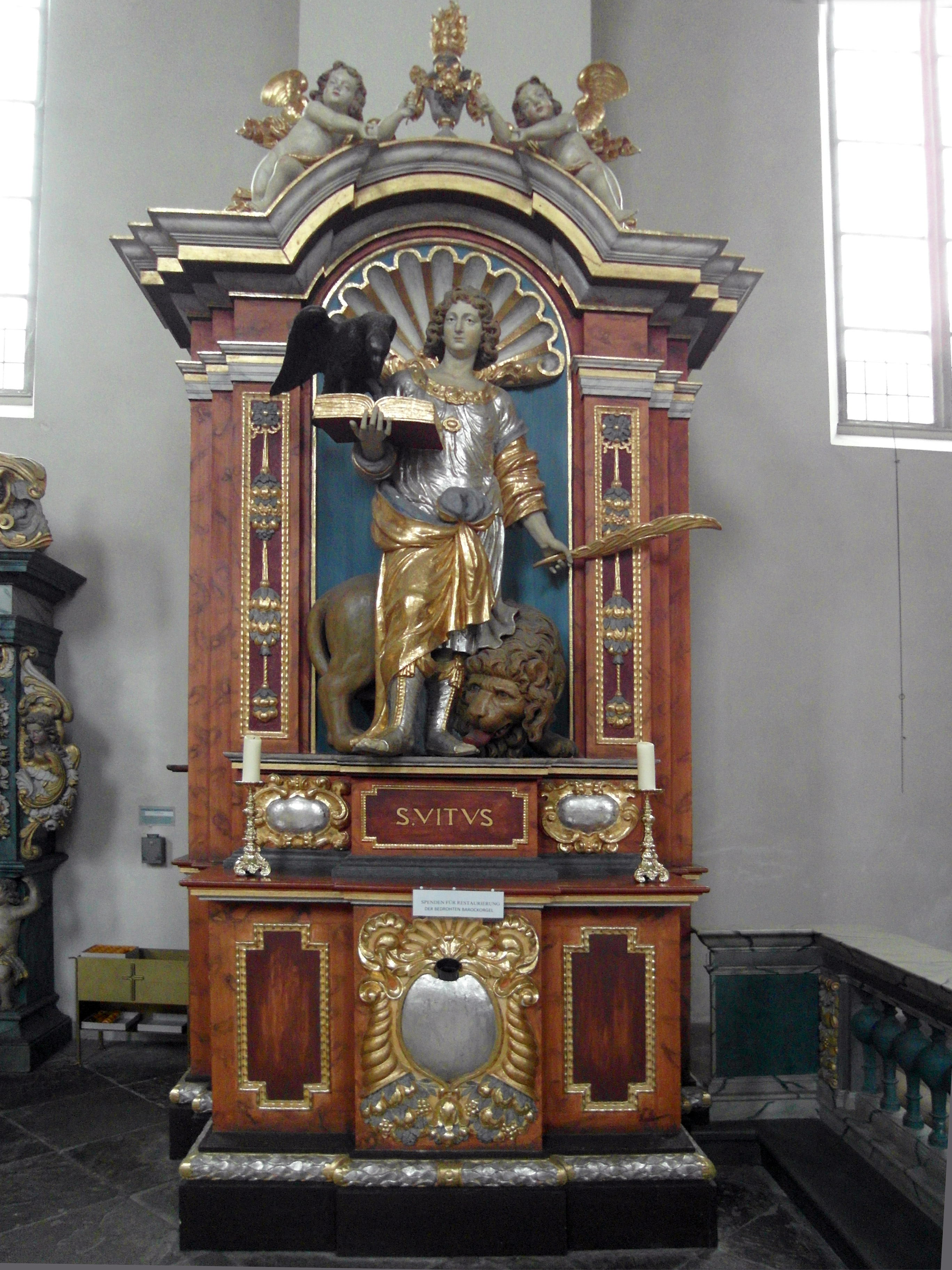
Das Vitusmonument

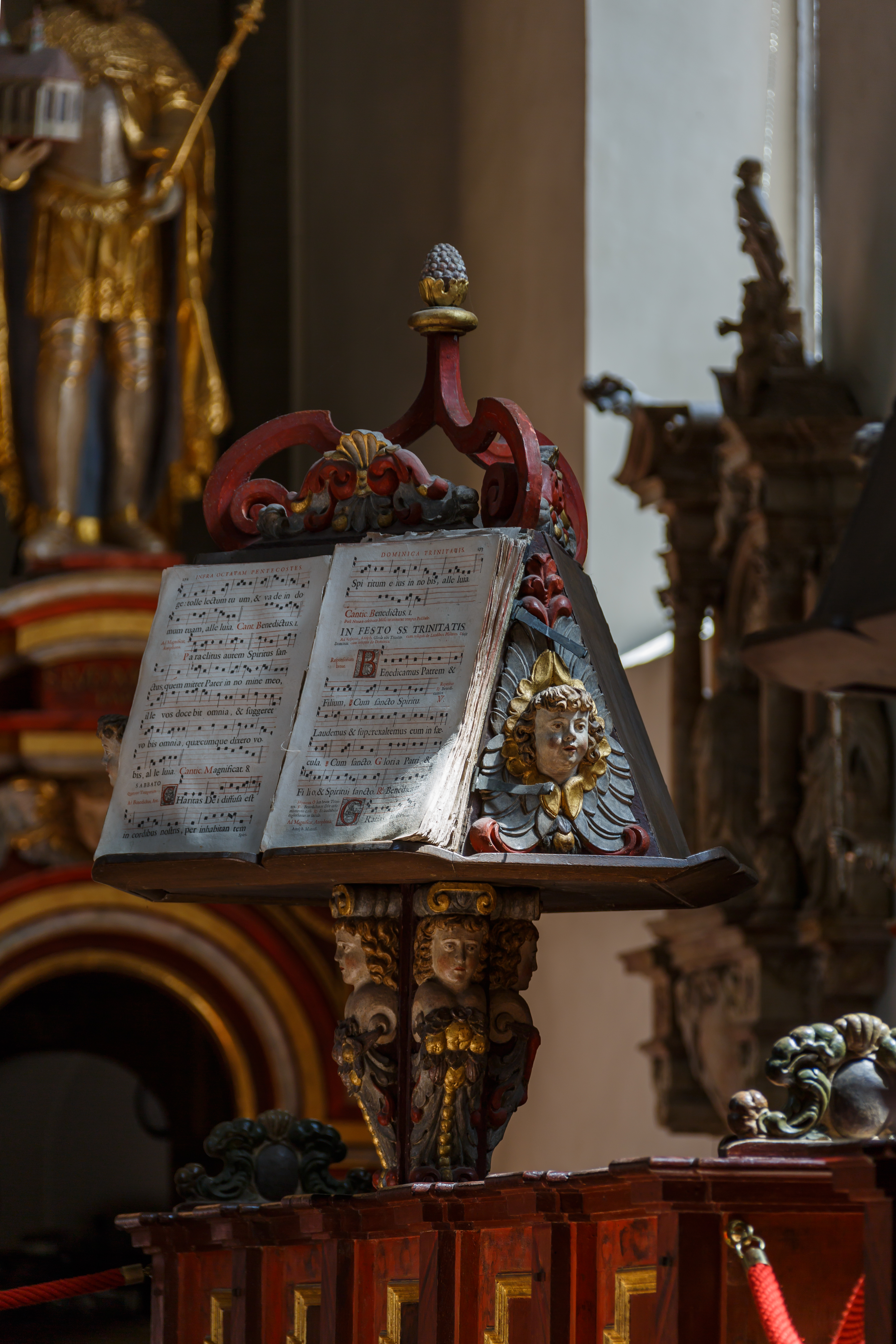
Notenpult

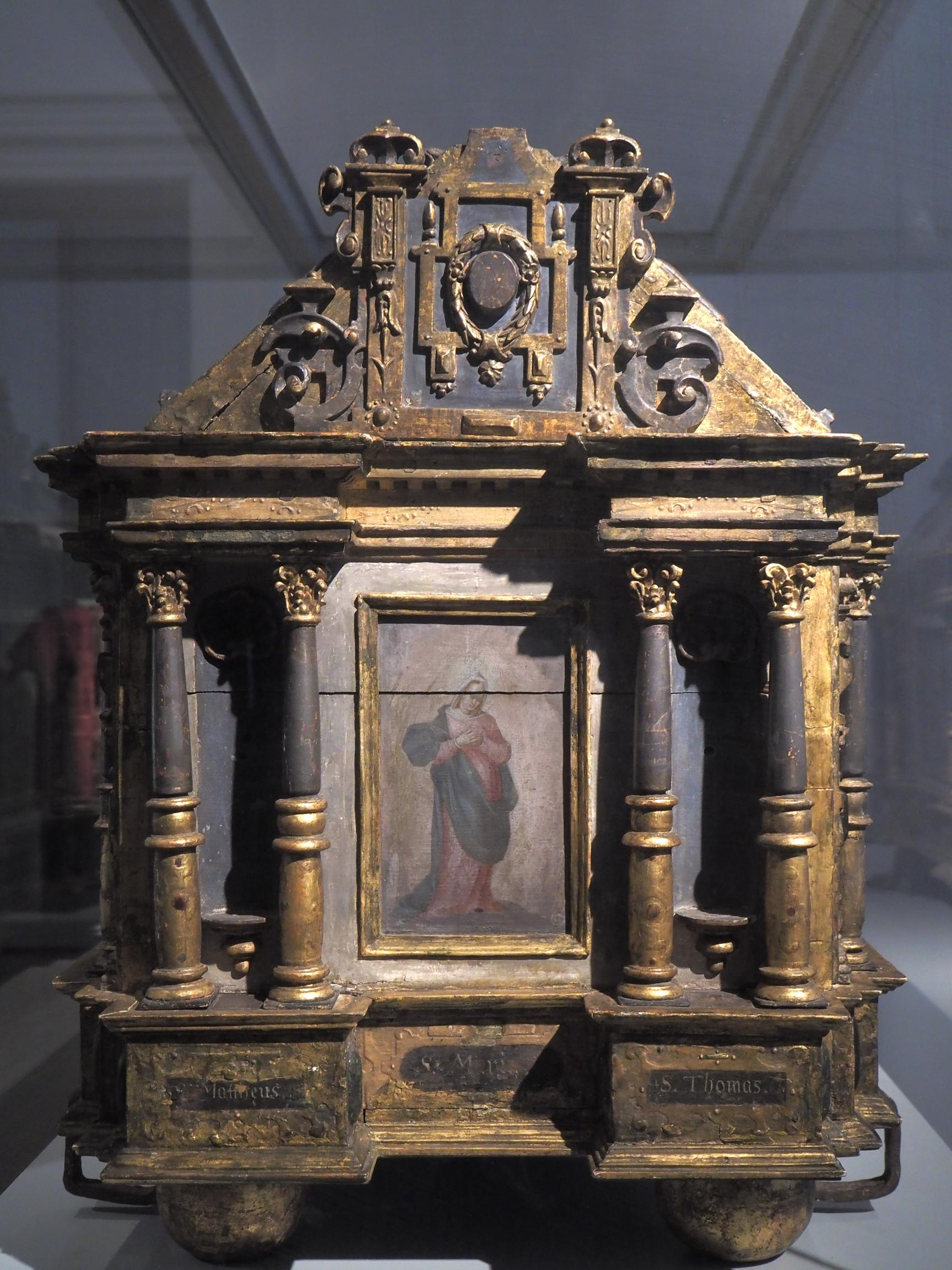
Reliquienschrein des heiligen Vitus – Stirnseite

Die reiche Innenausstattung aus der Zeit des Barock steht im Gegensatz zur schlichten Architekturhülle im gotisierenden Stil. Der Hofmaler des Paderborner Fürstbischofs, Johann Georg Rudolphi aus Brakel konzipierte sie. Er wurde vermutlich von Stichvorlagen aus Italien inspiriert. Nach diesen Entwürfen führte die Werkstatt des Johann Sasse aus Attendorn die Arbeiten aus. Anton Splithoven aus Beckum übernahm die Vergoldung und die Fassung. Die Kunsthandwerker der Werkstatt Sasse wohnten von 1674 bis 1677 vor Ort. Sasse wurde vertraglich verpflichtet, in dieser Zeit keine weiteren Aufträge anzunehmen. Der Farbauftrag auf die Altäre in Rot und Gold, die Farben der Fürstabtei Corvey, nahm vermutlich Anton Splitthoven vor, er war der Hofmaler für Ferdinand von Fürstenberg.
- Der gewaltige Hochaltar ist das Zentrum der Kirche, die Architektur und die Motivherkunft deutet auf römische Triumphbögen hin. Die großen Altarblätter wurden von Tobias Querfurt und Hieronymus Sies gemalt. Je nach der Festzeit des Kirchenjahres konnten sie ausgewechselt werden. Von diesen ursprünglich sechs Blättern sind noch vier erhalten. Sie zeigen die Geburt Christi, die Kreuzigung und die Himmelfahrt der Maria. Über dem Altarblatt ist im Tondo die Trinität dargestellt. Der Rahmen ist von zwei Engeln umgeben, sie wenden das Gesicht zur Mitte. Im Sprenggiebel darüber wird eine Darstellung des Schweißtuches der Veronika mit dem Gesicht Christi gezeigt. Zwischen den mit Putten geschmückten Voluten tragen Postamente Engel mit den Leidenswerkzeugen Jesu, die Geißelsäule und das Kreuz. In den Nischen zwischen den Spiralsäulen stehen Figuren des Stephanus und Vitus. Die große Muschel darüber ist das Symbol für die Vereinigung von Gott und Mensch und das Zeichen eines Wandlungsprozesses. Der Tabernakel ist im klassizistischen Stil gehalten. Die Seitentüren zeigen Karl den Großen und Ludwig den Frommen. Das Wappen des Stifters des Hochaltares, Christoph Bernhard von Galen, ist über der Figur des Vitus mit 1675 bezeichnet.
- Das Chorgestühl wurde in der Sasse-Werkstatt angefertigt. Davor stehen drehbare Folianten. An der Rückseite stehen in Nischen die Relieffiguren verstorbener Äbte und Heiliger.
- Der Reliquienschrank steht an der linken Langhauswand. Er wurde von Heinrich Papen gebaut und von Fürstabt Florenz von dem Velde gestiftet. Das Stifterwappen ist vor dem Gebälk in der Mitte angebracht. Der Schrank ist mit Blattwerk verziert und mit einer Büste des Vitus bekrönt.
- Das Antependium des Zelebrationsaltares ist eine durchbrochene Schnitzarbeit. Es stammt ursprünglich im Johanneschor und wurde von 1716 bis 1718 von Heinrich Papen gebaut.
- Die Marienkapelle ist in zierlichen Formen des späten 18. Jahrhunderts gehalten.
- An den Pfeilern vor den Seitenaltären sind rechts die Kanzel und links das Vitusmonument angebracht. Die Beichtstühle sind mit Figuren reuiger Sünder bekrönt. Das Vitusmonument wurde von Rudolphi entworfen und von Johann Sasse ausgeführt. Die Figur des Hl. Vitus ist wahrscheinlich eine Arbeit von Heinrich Papen aus der Zeit um 1680. Sie steht in einer Ädikula, die mit einer Muschel geschmückt ist und zeigt die Attribute Löwe und Adler.
- Ebenfalls aus der Werkstatt Papen sind die in Blau gefassten Reliquienschreine der Heiligen Stephanus und Vitus.
- Die Beichtstühle sind mit Engelsköpfen und Blumengirlanden verziert. Die drei Arkaden des Beichtstuhles an der Nordseite sind von zwei Spiralsäulen gerahmt. Auf der rechten Seite ist die Darstellung des verlorenen Sohnes und auf der linken Seite Christus mit dem Kreuz zu sehen. Die Inschrift in der Kartusche lautet: Nicht Gerechte zu rufen bin ich gekommen, sondern Sünder.
- Vier Epitaphe aus Alabaster wurden vom späten 17. Jahrhundert bis zur Mitte des 18. Jahrhunderts für Äbte in der Papen-Werkstatt geschaffen. Sie zeigen die Figuren der Verstorbenen.

#### Orgel

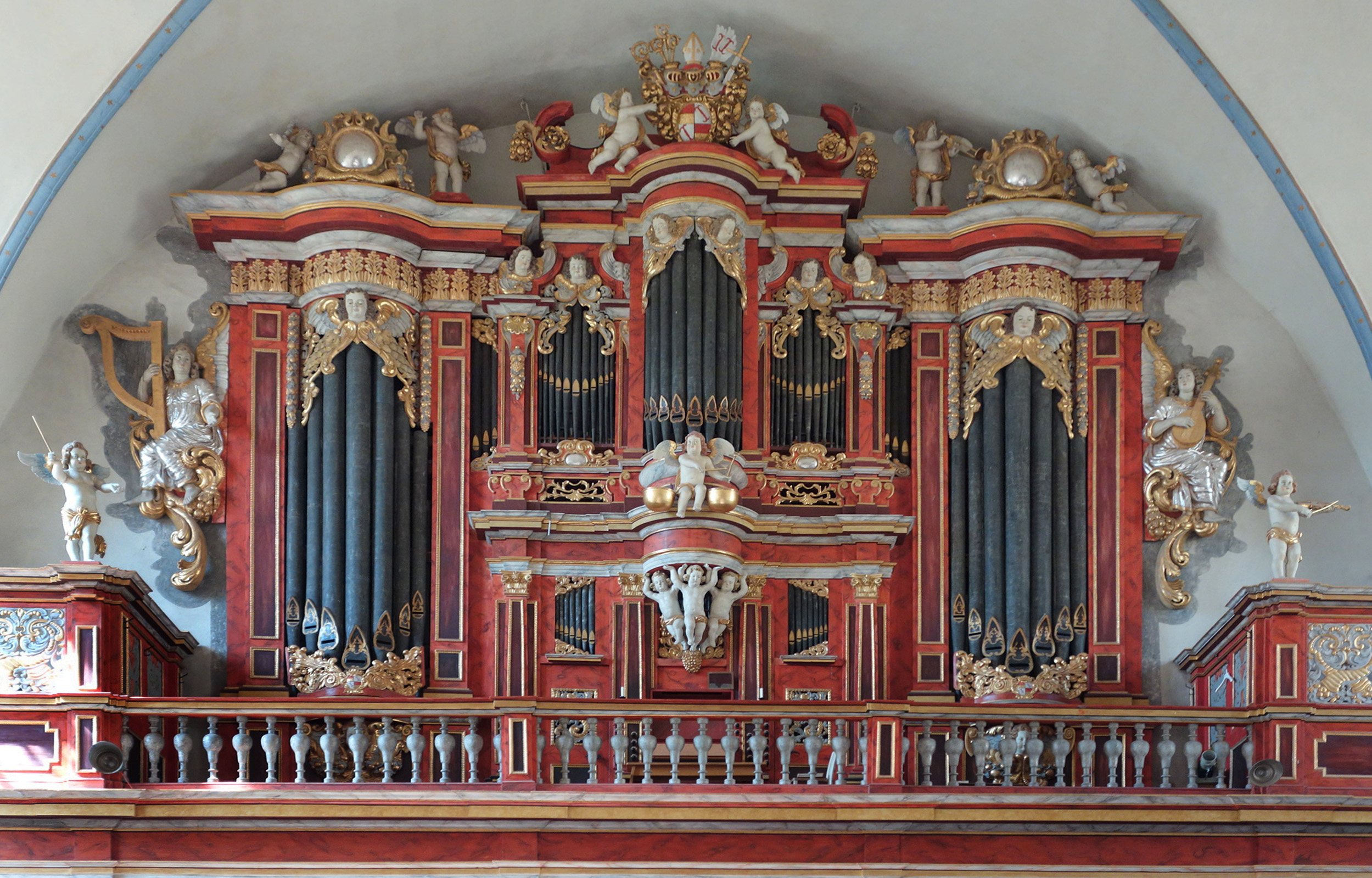
Barocker Orgelprospekt

Das Instrument wurde 1681–1683 mit 32 klingenden Registern auf zwei Manualen und Pedal von Andreas Schneider aus Höxter gebaut und gehört zu den wichtigsten und schönsten Orgeln in Westfalen. Die Orgelempore wird von vier überlebensgroßen, auf Podesten stehenden Engeln getragen. Der Prospekt wird dem Bildhauer Thomas Freden zugeschrieben. Die Brüstung ist mit Instrumenten spielenden Putten geschmückt. Der mittlere Pfeifenturm wird von drei Putti getragen, zwei weitere Putten tragen das Wappen des Fürstabtes Christoph von Bellinghausen. Andreas Schneider konzipierte die Windladen der Corveyer Orgel in Springladentechnik. Weltweit sind heute nur noch etwa sieben historische Springladenorgeln im Einsatz. Entgegen dem Vertrag wurde das Brustwerk aber wahrscheinlich von Anfang an mit Schleifladen ausgeführt, da am Gehäuse die Registerzüge nicht eingehakt werden konnten und die schmale Breite der Brustwerk-Windlade nicht ausreichend Raum für die herausnehmbaren Tonkanzellen einer Springladen bot.
1718 erweiterte Johann Matthias Naumann (Hildesheim), ein ehemaliger Geselle von Arp Schnitger, die Orgel um ein Rückpositiv und 1747 ergänzte Stephan Kohlen ein Glockenspiel. Eine Chororgel aus dem frühen 18. Jahrhundert oder das um 1785 von Johann Stephan Heeren ausgebaute Rückpositiv wurden 1823 als Hauptorgel in die neue katholische Kirche in Amelunxen eingebaut. Heeren ersetzte in diesem Zuge wahrscheinlich die Manual-Springladen durch Schleifladen. Im 19. Jahrhundert wurde das Instrument mehrfach umgebaut und repariert. Um 1825 folgte eine größere Reparatur und Umdisponierung durch Johann Adam Oestreich, der seit 1815 Organist in Corvey war. Oestreich ergänzte ein Glockenspiel oder erneuerte das alte. Eine weitere größere Reparatur schloss sich 1839–1841 durch Johann Dietrich Kuhlmann an, der aber wohl keinen Registertausch vornahm. Eine weitere Reparatur ist 1869 durch Karl August Randebrock nachgewiesen.
Emil Hammer Orgelbau ersetzte die gemischten Stimmen in den Manualwerken, erniedrigte den Winddruck und intonierte das Pfeifenwerk um. Bei der Restaurierung durch Paul Ott aus Göttingen (1963–1965) wurden das Pfeifenwerk, die Schleiflade im Brustwerk, die Koppeln und der Tremulant überarbeitet und der Spieltisch weitgehend erneuert. Bei der Umarbeitung älterer Bestandteile kamen teils minderwertige Materialien zum Einsatz. 1994 wurde das Instrument durch die Orgelbaufirma Sauer (Ottbergen) instand gesetzt. Doch in der Folgezeit wurden große Teile des Pfeifenwerkes durch fortschreitende Korrosion (Befall mit Bleikorrosion) geschädigt, wobei das Pfeifenmaterial zerfressen wurde und sich auflöste. Die dabei entstandenen Löcher und Risse in den Pfeifen hatten den Klang erheblich beeinträchtigt. Zu einer erneuten umfassenden Restaurierung und Rekonstruktion transportierte im Herbst 2016 die Orgelbaufirma Flentrop aus Zaandam (NL) die Orgel in ihre Werkstatt und begann nach dreijähriger Arbeit im Herbst 2019 mit dem Wiedereinbau. Original erhalten sind das Gehäuse, zwei Springladen im Pedal sowie etwa 22 % des Pfeifenbestandes einschließlich der wertvollen Prospektpfeifen. Verlorene Register, darunter alle sechs Zungenregister und alle gemischten Stimmen, wurden nach historischen Vorbildern rekonstruiert, die originalen Pfeifen (fast 100 % aus Blei und auf Sand gegossen) restauriert und korrodierte Pfeifenfüße erneuert. Alle unsachgemäßen früheren Restaurierungen wurden zurückgenommen und die Orgel konsequent auf den Zustand von 1681–1683 zurückgeführt. Die später ergänzten Tremulanten und Pedalkoppeln fanden keine Wiederverwendung. Die Springladen im Hauptwerk wurden anhand erhaltener Reste rekonstruiert, die Schleifladen im Brustwerk beibehalten. Die neue Balganlage fand auf dem Dachboden ihren Aufstellungsort. Schließlich wurde die ursprüngliche mitteltönige Stimmung (1⁄4-Komma) bei einer Stimmtonhöhe von a1 = 462 Hz wieder gelegt. Am 12. Juni 2021 wurde die Wiedereinweihung der bedeutenden Barock-Orgel gefeiert. Die Kosten von € 968.000 wurden durch den Förderverein „Chorus“, der € 350.000 an Spenden eingeworben hatte, durch die NRW-Stiftung (€ 300.000), einen Bundeszuschuss (€ 100.000) und das Erzbistum Paderborn (über € 200.000) sowie weitere Spenden aufgebracht.
| I Hauptwerk CD–c3 |                       |       |     |
| 1.                | Bardun                | 16′   | S/F |
| 2.                | Praestant             | 8′    | S   |
| 3.                | Violdigamba           | 8′    | S   |
| 4.                | Gembshorn             | 8′    | S   |
| 5.                | Quintadena            | 8′    | S   |
| 6.                | Quinta                | 6′    | F   |
| 7.                | Octava                | 4′    | F   |
| 8.                | Quinta                | 3′    | F   |
| 9.                | Flöthe                | 2′    | F   |
| 10.               | Große Sesquialtera II | 2 ⁄3′ | F   |
| 11.               | Mixtur IV             | 2′    | F   |
| 12.               | Cymbal III            | 1⁄2′  | F   |
| 13.               | Dulcian               | 16′   | F   |
| 14.               | Trompett              | 8′    | F   |

| II Brustwerk CD–c3 |                      |       |     |
| 15.                | Gedeckt              | 8′    | S/F |
| 16.                | Octava               | 4′    | F   |
| 17.                | Gedeckt              | 4′    | S/F |
| 18.                | Gembshorn            | 4′    | F   |
| 19.                | Quintflöthe          | 3′    | F   |
| 20.                | Blockflöthe          | 2′    | F   |
| 21.                | Spitzquinta          | 1 ⁄2′ | F   |
| 22.                | Sesquialtera III     | 2 ⁄3′ | F   |
| 23.                | Mixtur III           | 1′    | F   |
| 24.                | Krumhorn             | 8′    | F   |
|                    | Glockenspiel (ab c1) |       |     |

| Pedal CD–d1 |                |     |     |
| 25.         | Praestant      | 16′ | S   |
| 26.         | Quintadena     | 16′ | S/F |
| 27.         | Octava         | 8′  | S   |
| 28.         | Rohrflöthenbaß | 1′  | F   |
| 29.         | Mixtur IV      | 4′  | F   |
| 30.         | Basaunenbaß    | 16′ | F   |
| 31.         | Trompetenbaß   | 8′  | F   |
| 32.         | Cornetbaß      | 4′  | F   |

- Koppel: II/I (Schiebekoppel)

S = Schneider (1681–1683)
F = Flentrop (2016–2021)

## Grabungen und Prospektionen in der Abteikirche
Unter Leitung der Provinzialkonservatoren Wilhelm Rave, Theodor Rensing und Hermann Busen wurden verschiedentliche Flächengrabungen unternommen. Im Westwerk und in der gesamten Kirche unternahm Uwe Lobbedey von 1974 bis 1977 Grabungen. Durch verschiedene Bauuntersuchungen und die systematische Flächengrabungen von 1974 bis 1975 in der Kirche, von 1977 im Westbau und 1995 auf dem westlichen Vorplatz ist die Bauabfolge weitgehend geklärt. Nach einem Forschungsbericht der Arbeitsgemeinschaft für frühmittelalterliche Wandmalerei wurden 1988 unter Leitung von Florentine Mütherich, und Alfred A. Schmid, Untersuchungen durchgeführt.
Über den sechs Pfeilern wurden auf dem Mauerwerk Entwurfskizzen freigelegt, die mit roter Kreide, überlebensgroße Figuren zeigten, gefunden. Diese Vorzeichnungen für Figuren im Halbrelief müssen schon vor 875 erstellt worden sein.

## Eigentum und zugehörige Gemeinde
In der langen Zeit der Existenz der Abtei Corvey war die Abteikirche das spirituelle Zentrum der Abtei und deren integraler Bestandteil sowie Bestandteil des Stifts Corvey als sich herausbildenden Territorialstaats. Im Jahr 1792 wurde das Stift Corvey zum Fürstbistum, das bis 1803, dem Jahr des Reichsdeputationshauptschlusses, Bestand hatte. In diesem Jahr wurden alle geistlichen Territorien, also auch das Stift Corvey, säkularisiert. Auf dem Wiener Kongress (1815) wurde beschlossen, dass Corvey Teil des Staatsgebiets Preußens werden sollte. Eigentümer des Schlosses einschließlich der Abteikirche, und der Außenanlagen wurde 1820 der Landgraf Viktor Amadeus von Hessen-Rotenburg als Mediatfürst. Durch Erbgang gelangten die Grundstücke der ehemaligen Abtei Corvey an die heutigen Eigentümer, die Herzöge von Ratibor aus der Linie Hohenlohe-Schillingsfürst. Das Eigentum an der Abteikirche wurde 1977 von Franz-Albrecht Metternich-Sándor an das Bistum Paderborn übertragen. Dieses gab seine Eigentumsrechte an die Pfarrgemeinde St. Stephanus und Vitus Corvey weiter.
Der katholischen Kirchengemeinde St. Stephanus und Vitus gehörten 2022 144 Mitglieder an. Sie ist Teil des „Pastoralverbundes Corvey“, dem sechzehn Pfarrgemeinden angehören. Das für die Gemeinde St. Stephanus und Vitus zuständige Pfarramt befindet sich in der Altstadt von Höxter. 